# Neyraudia curvipes
Neyraudia curvipes är en gräsart som beskrevs av Jisaburo Ohwi. Neyraudia curvipes ingår i släktet Neyraudia och familjen gräs. Inga underarter finns listade i Catalogue of Life.